# Forcipomyia gandangara
Forcipomyia gandangara är en tvåvingeart som beskrevs av Debenham 1987. Forcipomyia gandangara ingår i släktet Forcipomyia och familjen svidknott. Inga underarter finns listade i Catalogue of Life.